# 吳仲義
吳仲義（1954年5月3日—），生於台灣台北市，台湾生物学家，中央研究院院士，曾任芝加哥大学教授，中国科学院北京基因组研究所所长。现在中国大陆工作和生活，為“千人计划”研究员，长江学者讲座教授。

## 生平

### 求學
吳仲義出生於臺灣臺北。1976年在東海大學取得生物系學士學位。

### 留學加拿大
在1982年加拿大英屬哥倫比亞大學取得遺傳學專業博士學位。

### 求職經歷
- 1976年9月-1977年8月 台湾东海大学 助教
- 隨後，吳仲義前往美國，兼任羅徹斯特大學和芝加哥大學的講師[4]。
- 1982年6月-1984年12月 美国德克萨斯大学休斯顿健康中心 博士后
- 1985年1月-1986年7月 美国威斯康辛大学麦迪逊分校 博士后
- 1986年8月-1990年8月 美国罗彻斯特大学 助理教授
- 1990年9月-1991年6月 美国罗彻斯特大学 副教授
- 1991年7月-1998年6月 美国芝加哥大学 副教授
- 1990年至1995年止及2002年至今，吳仲義擔任《美國博物學家》期刊副主編職位[4]。同時也是臺灣中央研究院院士和美國科學促進會會士[4]。
- 1998年7月-2006年6月 美国芝加哥大学生态与进化系 系主任
- 1998年7月-2008年5月 美国芝加哥大学 教授

### 前往中國大陸
- 2004年7月，吴仲义至大陆工作
- 2004年7月-2008年5月 中山大学(广州) 长江学者
- 2008年1月-2014年5月 中国科学院北京基因组研究所 所长[1]
- 2010年，入选中组部首批“千人计划”研究员[5][6]。
- 2012年，在吴仲义院士的联络推动下，海峡两岸生命科学论坛2012年12月3日在北京召开，中科院院长白春礼和中研院院长翁启惠两岸双方共同出席论坛[7][8]。凡此等等，两岸学术交流已经比较热络[9][10][11]。
- 2014年5月-- 从中科院退休(60岁)，续聘中山大学(广州)。

## 獲獎經歷
- 美國國立健康研究院研究事業發展獎(1990-1995年获得NIH研究职业发展奖)
- 唐氏症基金會獎(1989-1991获得全国唐氏综合症协会奖)
- 東海大學第五屆傑出校友獎的獲獎人[12]。(2004年获得台湾东海大学优秀毕业生奖)
- 2004年被评为臺灣中研院院士
- 2004年美国自然科学进步协会会员[1]